# Laura Marx
Jenny Laura Marx (Brussel·les, 26 de setembre de 1845 - Draveil, 26 de novembre de 1911) fou una activista política relacionada amb el moviment obrer francès, filla de Karl Marx i Jenny von Westphalen. Laura Marx feu una important tasca com a difusora de l'obra del seu pare a França. El 1868 es casa amb el polític Paul Lafargue. El matrimoni se suïcidà amb una injecció d'àcid cianhídric.

## Biografia
Laura Marx nasqué a Brussel·les, durant l'exili del matrimoni Marx a Bèlgica. En la seua infància acompanyà els seus pares a Londres, on es refugiaren a partir de la tardor de 1849, després del fracàs del procés revolucionari a Alemanya. A la capital anglesa la seva família entrà en contacte amb qui seria el seu espòs, Paul Lafargue, un jove socialista nascut a Cuba, nacionalitzat francès i arribat a Londres el 1866 per treballar en la Primera Internacional.
Paul i Laura es casaren a Londres el 2 d'abril de 1868. Passaren etapes molt dures en la seua vida marital: tingueren diversos fills però tots moriren a molt curta edat, i la militància política els dugué a durs episodis de persecució i assetjament policial, sobretot després de la sagnant repressió de la Comuna de París. Refugiats de nou a Londres, tots dos iniciaren unes dècades de treball polític conjunt en l'AIT, introduint el marxisme a França i Espanya, i ajudaren a Marx en la traducció d'El capital al francès. Anys més tard pertanyerien a la direcció de la secció francesa de la Segona Internacional.
Friedrich Engels els va nomenar hereus de part del seu llegat i de la seua obra i de prou diners a la seua mort, a l'agost de 1895.
Al seu domicili dels voltants de París, al novembre de 1911, la parella, malalta i sense descendència, se suïcidà, com sembla que havien acordat si salut no els permetera mantenir la seua independència vital. Laura tenia 66 anys i Paul 69.